# Trådløst netkort
Et trådløst netkort er hardware til en computer som gør det muligt at få forbindelse til et computernetværk uden brug af kabler.
| Hardware | Spire Denne artikel om computere og anden hardware er en spire som bør udbygges. Du er velkommen til at hjælpe Wikipedia ved at udvide den. |